# Johann Tobias Sonntag
Johann Tobias Sonntag (ur. 18 września 1716 w Darmstadt, zm. w lutym 1774 tamże) – malarz niemiecki zatrudniony na dworze Landgrafstwa Hesja-Darmstadt.
Należał do łowieckich malarzy landgrafa Ludwika VIII (pan. 1739-1768). Był synem malarza Johanna Zachariasa Sonntaga. Na jednym ze swych malunków przedstawił wielkie polowanie odbyte w 1743 roku w Kranichstein.